# Список лучших альбомов США 1998 года (Billboard)

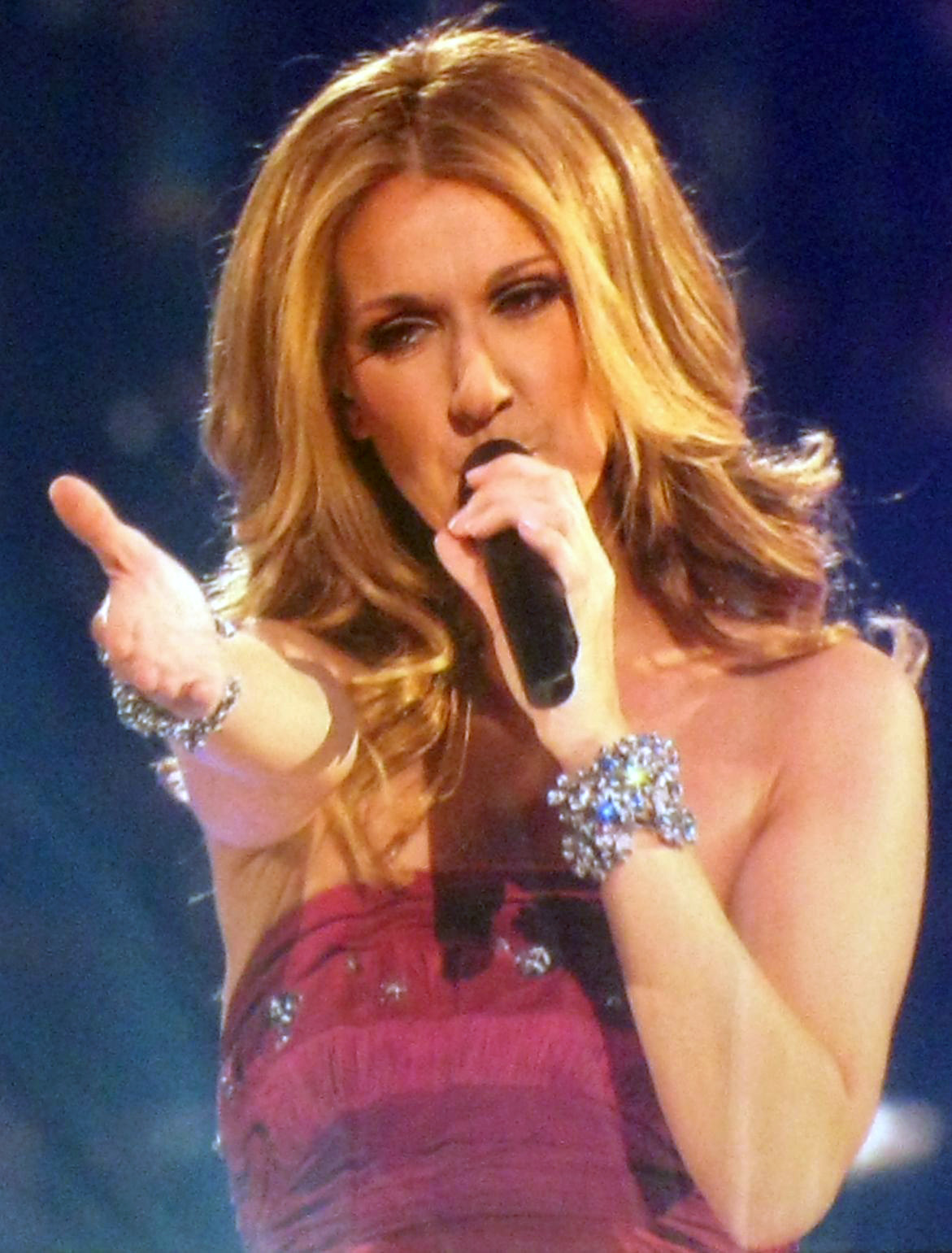
Канадскую певицу Селин Дион можно считать дважды победителем года, так как первые два места в итоговом хит-параде заняли альбомы с её песнями.

Список лучших альбомов США 1998 года (Billboard Year End Charts) — итоговый список наиболее популярных альбомов журнала Billboard по данным продаж за 1998 год.

## История
Лучшим альбомом года стал «Titanic» с саундтреком к фильму «Титаник», выпущенный компанией Sony Classical 18 ноября 1997 года. Он разошёлся по всему миру тиражом в 27 миллионов копий. Кроме мелодий саундтрек включает в себя также песню «My Heart Will Go On», которая была исполнена Селин Дион (авторы Джеймс Хорнер и Уилл Дженнигс за эту композицию получили премию «Оскар» в номинации «Лучшая песня»). Альбом «Let’s Talk About Love» получил «Грэмми» как лучший поп-альбом и лучший альбом года.
| Место | Альбом                                      | Исполнитель      | Примечания            |
| ----- | ------------------------------------------- | ---------------- | --------------------- |
| 1     | «Titanic»                                   | Саундтрек        |                       |
| 2     | «Let’s Talk About Love»                     | Селин Дион       |                       |
| 3     | «Sevens»                                    | Гарт Брукс       | #1 Top Country Albums |
| 4     | «Backstreet Boys»                           | Backstreet Boys  |                       |
| 5     | «Come On Over»                              | Шанайя Твейн     | #2 Top Country Albums |
| 6     | «Yourself Or Someone Like You»              | Matchbox 20      |                       |
| 7     | «City Of Angels»                            | Soundtrack       |                       |
| 8     | «Big Willie Style»                          | Уилл Смит        |                       |
| 9     | «Savage Garden»                             | Savage Garden    |                       |
| 10    | «Spiceworld»                                | Spice Girls      |                       |
| 11    | «My Way»                                    | Ашер             |                       |
| 12    | «Reload»                                    | Metallica        |                       |
| 13    | «Hello Nasty»                               | Beastie Boys     |                       |
| 14    | «You Light Up My Life: Inspirational Songs» | Лиэнн Раймс      |                       |
| 15    | «Armageddon - The Album»                    | Soundtrack       |                       |
| 16    | «Higher Ground»                             | Барбра Стрейзанд |                       |
| 17    | «Tubthumper»                                | Chumbawamba      |                       |
| 18    | «Ray Of Light»                              | Мадонна          |                       |
| 19    | «Love Always»                               | K-Ci/JoJo        |                       |
| 20    | «Harlem World»                              | Mase             |                       |